# (16013) Schmidgall
(16013) Schmidgall (1999 CX38) – planetoida z pasa głównego asteroid okrążająca Słońce w ciągu 3,48 lat w średniej odległości 2,29 j.a. Odkryta 10 lutego 1999 roku.